# Тютчевская аллея
Тю́тчевская алле́я (название с 1997 года, к 850-летию образования Москвы) — улица в Юго-Западном административном округе города Москвы на территории района Ясенево. Названа в честь поэта Фёдора Ивановича Тютчева (1803—1873). Проходит через бывшую усадьбу Узкое. Начинается от Санаторной аллеи у храма Казанской иконы Божией Матери, далее через северные приусадебные ворота идёт до Севастопольского проспекта. До этих ворот обсажена липами, после — берёзами. Аллея находится недалеко от фамильного владения Тютчевых в селе Троицком в районе Тёплого Стана, но в Узком поэт никогда не был.

## Общественный транспорт
- Станция метро «Ясенево», автобусы 261, 639, 642, 648, с977, т85 до остановки «Спортбаза „Узкое“».
- Станция метро «Тёплый Стан», автобус с923 до остановки «Санаторий „Узкое“».